# Tarenna luteola
Tarenna luteola là một loài thực vật có hoa trong họ Thiến thảo. Loài này được (Stapf) Bremek. miêu tả khoa học đầu tiên năm 1934.